# Клин (хоккейный клуб)
Хоккейный клуб «Клин» — юношеская хоккейная команда из города Клин, Московская область. Основана в 2011 году. Выступала во втором дивизионе МХЛ. Партнёрская команда ХК «Титан» (Клин).

## История
С 2011 года клуб выступает во втором дивизионе МХЛ.
По итогам регулярного чемпионата команда пробилась в плей-офф с 6-го места на «Западе». В соперники команде из Московской области достался «Батыр» из Нефтекамска. Зацепить хотя бы один матч не удалось. Поражение в серии 0:3.
По окончании первого сезона МХЛ-Б МХК «Клин» занял 13 место в лиге
.
В сезоне 2012/13 команда заняла 12 место в регулярном сезоне Первенства МХЛ. В 1/8 финала Кубка Регионов уступил в трёх матчах тольяттинской «Ладьи».
Сезон 2013/14 команда пропустила.
А в сезоне 2014/15 «Клин» снялся с первенства из-за финансовых проблем. В итоге команда заняла 16-е, предпоследнее место в Западной конференции.

## Статистика выступлений
| Первенство МХЛ       |                      |                      |                      |                      |                      |                      |                      |                      |                      |                      |                      |          |          |          |          |          |          |          |          |          |          |          |
| Регулярный чемпионат | Регулярный чемпионат | Регулярный чемпионат | Регулярный чемпионат | Регулярный чемпионат | Регулярный чемпионат | Регулярный чемпионат | Регулярный чемпионат | Регулярный чемпионат | Регулярный чемпионат | Регулярный чемпионат | Регулярный чемпионат | Плей-офф | Плей-офф | Плей-офф | Плей-офф | Плей-офф | Плей-офф | Плей-офф | Плей-офф | Плей-офф | Плей-офф | Плей-офф |
| Сезон                | И                    | В                    | ВО                   | ВБ                   | П                    | ПО                   | ПБ                   | ГЗ                   | ГП                   | О                    | Штр                  | И        | В        | ВО       | ВБ       | П        | ПО       | ПБ       | ГЗ       | ГП       | Штр      |          |
| 2011-2012            | 36                   | 8                    | 2                    | 5                    | 17                   | 0                    | 4                    | 105                  | 124                  | 42                   | 692                  | 3        | 0        | 0        | 0        | 3        | 0        | 0        | 4        | 13       | 26       |          |